# Молдова на зимних Олимпийских играх 2010
Молдова на зимних Олимпийских играх 2010 была представлена 7 спортсменами в трёх видах спорта. Лучшим результатом Молдовы на этих играх стало 28-е место Кристофа Ру в соревнованиях по слалому.

## Результаты соревнований

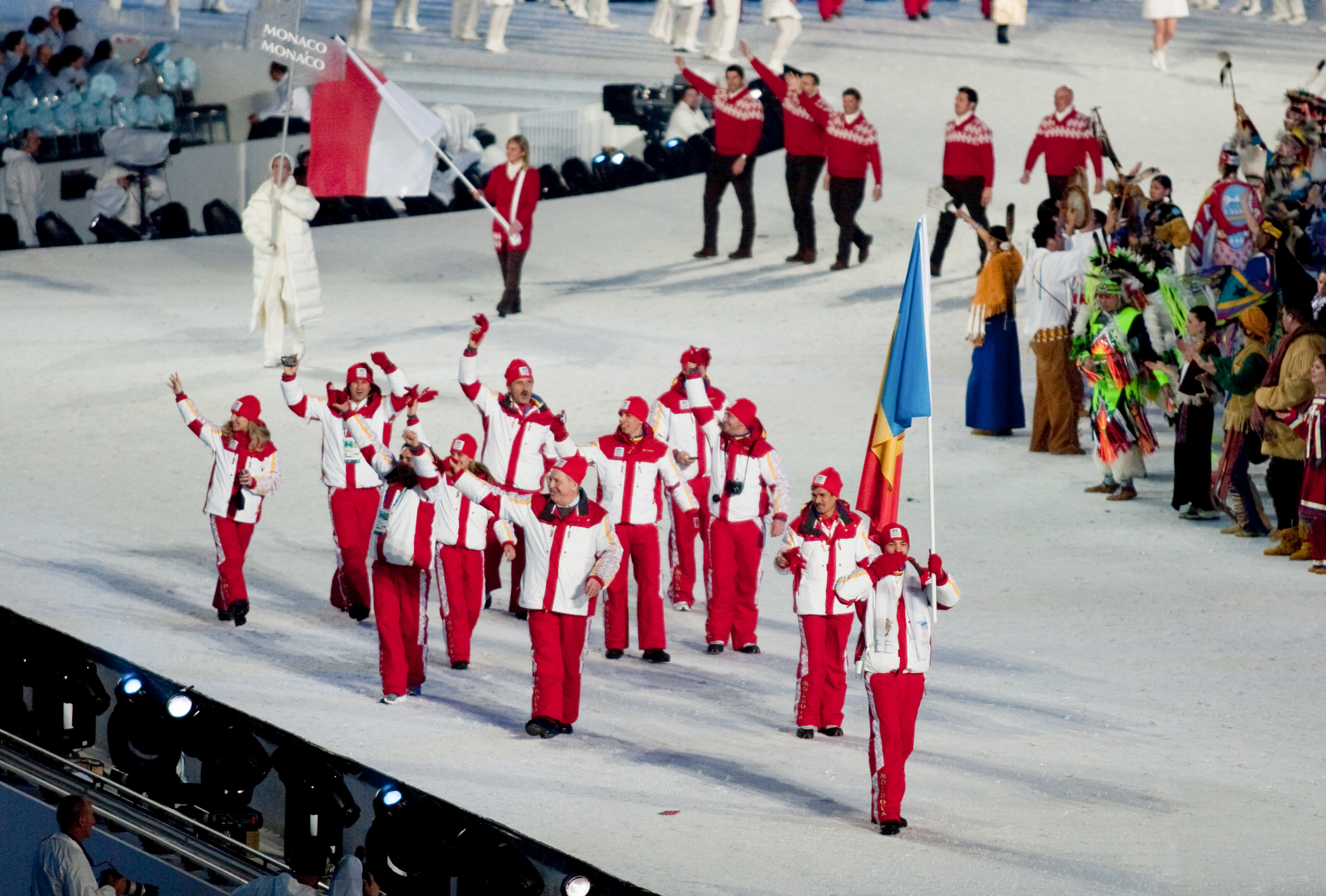
Молдавские спортсмены на церемонии открытия Олимпийских игр

### Биатлон
Мужчины
| Спортсмены     | Соревнование         | Стрельба    | Результат | Место |
| -------------- | -------------------- | ----------- | --------- | ----- |
| Виктор Пынзару | Спринт               | 1 (1+0)     | 27:52,6   | 70    |
| Виктор Пынзару | Индивидуальная гонка | 3 (0+1+0+2) | 58:42,6   | 85    |

Женщины
| Спортсмены         | Соревнование         | Стрельба    | Результат | Место |
| ------------------ | -------------------- | ----------- | --------- | ----- |
| Наталья Левченкова | Спринт               | 2 (1+1)     | 22:18,2   | 53    |
| Наталья Левченкова | Гонка преследования  | 4 (1+0+0+3) | 37:38,5   | 56    |
| Наталья Левченкова | Индивидуальная гонка | 2 (0+1+1+0) | 44:34,9   | 37    |

### Лыжные виды спорта

#### Горнолыжный спорт
Мужчины
| Спортсмены  | Соревнование      | 1 спуск        | 2 спуск        | Всего          | Место          |
| ----------- | ----------------- | -------------- | -------------- | -------------- | -------------- |
| Кристоф Ру  | Гигантский слалом | 1:22,70        | 1:24,42        | 2:47,12        | 44             |
| Кристоф Ру  | Слалом            | 51,90          | 53,85          | 1:45,75        | 28             |
| Урс Имбоден | Слалом            | Не финишировал | Не финишировал | Не финишировал | Не финишировал |

#### Лыжные гонки
Мужчины
Дистанция
| Спортсмен     | Соревнование           | Результат | Место |
| ------------- | ---------------------- | --------- | ----- |
| Серджиу Балан | 15 км свободным стилем | 42:12,1   | 86    |

Женщины
Дистанция
| Спортсмены          | Соревнование           | Результат | Место |
| ------------------- | ---------------------- | --------- | ----- |
| Александра Каменщик | 10 км свободным стилем | 31:01,0   | 70    |

### Санный спорт
Мужчины
| Соревнование | Спортсмены     | 1 заезд   | 1 заезд | 2 заезд   | 2 заезд | 3 заезд   | 3 заезд | 4 заезд   | 4 заезд | Итоговый результат | Отставание | Итоговое место |
| Соревнование | Спортсмены     | Результат | Место   | Результат | Место   | Результат | Место   | Результат | Место   | Итоговый результат | Отставание | Итоговое место |
| ------------ | -------------- | --------- | ------- | --------- | ------- | --------- | ------- | --------- | ------- | ------------------ | ---------- | -------------- |
| Одиночки     | Богдан Маковей | 50,425    | 35      | 50,175    | 31      | 50,423    | 33      | 50,331    | 33      | 3:21,354           | +8.269     | 33             |